# Christoph Rabitsch
Christoph Rabitsch (* 10. April 1996 in Spittal an der Drau) ist ein österreichischer Fußballspieler.

## Karriere
Rabitsch begann seine Karriere beim SV Spittal/Drau. Ab 2010 spielte er zudem in der AKA Kärnten. 2013 wechselte er zum Wolfsberger AC. Sein Profidebüt gab er am neunten Spieltag der Saison 2015/16 gegen den FC Red Bull Salzburg.
Zur Saison 2018/19 wechselte er nach Schottland zum Zweitligisten Dundee United, bei dem er einen bis Juni 2020 laufenden Vertrag erhielt. In der Saison 2018/19 kam er zu 13 Einsätzen in der Championship. Im Juli 2019 verließ er Dundee und kehrte nach Österreich zurück, wo er sich dem viertklassigen FC Lendorf anschloss.